# Politique de propriété intellectuelle
Une politique de propriété intellectuelle comprend les politiques et procédures mises en place par une entreprise, un État ou une institution concernant la création, l'utilisation ou la diffusion de sa propriété intellectuelle. L'objectif de la politique de propriété intellectuelle est de favoriser la création et la diffusion des connaissances et de garantir le respect des droits individuels et institutionnels associés à la propriété et la répartition des bénéfices découlant d’une commercialisation fructueuse.

## Différents types de politiques de propriété intellectuelle
Les politiques nationales de propriété intellectuelle expriment l'intention d'un pays d'utiliser le système de propriété intellectuelle d'une manière définie pour atteindre un objectif déclaré. Les stratégies nationales de propriété intellectuelle sont des mesures prises par un gouvernement pour atteindre ses objectifs en matière de politique de propriété intellectuelle. Politiques et stratégies liées à la propriété intellectuelle peuvent favoriser la recherche et l'innovation et encourager transfert et diffusion de technologie,.
Les politiques institutionnelles en matière de propriété intellectuelle sont des politiques établies par des universités ou des instituts de recherche pour résoudre les problèmes de propriété intellectuelle généralement rencontrés lors de collaborations avec des parties externes et lors de la commercialisation de la recherche universitaire. Une politique institutionnelle en matière de propriété intellectuelle doit être conforme à toutes les politiques et stratégies nationales pertinentes. Il y aura des circonstances dans lesquelles les lois nationales limiteront la manière dont les universités et les instituts de recherche peuvent gérer les droits de propriété intellectuelle ou partager les avantages. Sous réserve de ces limitations, chaque institution peut réglementer les principes de propriété des droits de propriété intellectuelle par le biais de sa politique interne en matière de propriété intellectuelle, de ses contrats de travail et d'autres arrangements contractuels.
Les politiques de propriété intellectuelle des entreprises sont des politiques mises en place par une entreprise pour fournir des conseils généraux liés à l'importance d'identifier la propriété intellectuelle interne, de gérer la divulgation de la propriété intellectuelle aux clients, aux fournisseurs ou à d'autres tiers, de résumer les objectifs en matière de propriété intellectuelle, de décrire les termes typiques utilisés pour interagir avec des partenaires stratégiques [réf. nécessaire] etc.

## Politiques de propriété intellectuelle pour les universités et les instituts de recherche
Les universités et les instituts de recherche cherchant à établir des partenariats avec l’industrie ou d’autres organisations peuvent adopter une politique de gestion efficace de la propriété intellectuelle et de transfert de technologie. De telles politiques offrent une structure, une prévisibilité et un environnement favorable dans lequel les partenaires de commercialisation (commanditaires industriels, consultants, organismes sans but lucratif, PME, gouvernements) et les intervenants de la recherche (chercheurs, techniciens, étudiants, chercheurs invités, etc.) peuvent accéder au savoir, à la technologie et à la propriété intellectuelle et éventuellement les partager.
Les principaux objectifs d'une politique institutionnelle de propriété intellectuelle sont d'assurer la sécurité juridique, de promouvoir la recherche scientifique et le développement technologique, d'encourager les chercheurs à considérer les possibilités d'exploitation d'une invention afin d'accroître le flux potentiel de bénéfices, de fournir un environnement favorable à l'innovation et au développement., d'équilibrer les divers intérêts contradictoires des universités, de l’industrie et de la société, et garantir le respect des lois et réglementations nationales applicables.
Une politique institutionnelle en matière de propriété intellectuelle est établi sous forme d'un document formel qui traite généralement :
- des questions relatives à la titularité des droits de propriété intellectuelle et à l’utilisation de la propriété intellectuelle
- des procédures d'identification, d'évaluation, de protection et de gestion de la propriété intellectuelle ;
- des procédures relative à la coopération avec des tiers ;
- des lignes directrices sur le partage des bénéfices issus d'une commercialisation réussie ;
- des mécanismes garantissant le respect des droits de propriété intellectuelle des tiers[2].

Une politique institutionnelle en matière de propriété intellectuelle fait généralement partie du cadre réglementaire plus large d’une institution. À ce titre, elle doit être compatible avec les autres actes et politiques mises en place, notamment celles liées étroitement au champ d’application. C’est le cas notamment des politiques réglementant :
- un type spécifique de propriété intellectuelle ou d'actif (par exemple droit d'auteur, marque déposée, modèles d'utilité, logiciel) ;
- la propriété du matériel protégé par le droit d'auteur créé par le personnel et les étudiants, y compris, mais sans s'y limiter, le matériel pédagogique, les cours, les logiciels, les mémoires, les rapports de projet et les thèses ;
- les collaborations avec l'industrie;
- l'utilisation de contenus et resources émanants de tiers ;
- la gestion des violations du droit d'auteur ;
- les licences et cession de droits ;
- les applications des limitations et exceptions ;
- le contenu généré par les utilisateurs en e-learning ;
- les politiques et stratégies de libre accès ;
- les droits d'auteur portant sur les documents évalués par des pairs ;
- les aspects de propriété intellectuelle relatifs aux sites Web ;
- les ressources éducatives ouvertes (REL) ;
- la confidentialité ;
- le fonctionnement du Bureau de transfert de technologie de l'établissement (s'il existe) ;
- la création d’entreprises institutionnelles dérivées.

Il n’existe pas de politique universelle applicable à toutes les institutions, pays ou entreprises, car il existe des différences spécifiques à chaque pays et différents niveaux de capacité d'absorption (c'est-à-dire la capacité des entreprises locales à reconnaître la valeur des nouvelles informations externes, à les assimiler et à les appliquer à des fins commerciales).
En outre, les pays et les institutions continuent d’expérimenter diverses politiques et pratiques institutionnelles en matière de propriété intellectuelle, rassemblant des données probantes sur ce qui fonctionne et ce qui ne fonctionne pas.
En Irlande, un rapport de 2018 a montré que 91 % des établissements étudiés avaient une politique de propriété intellectuelle accessible au public sur leur site Web.
L'OMPI héberge une base de données de politiques, de manuels et d'accords types en matière de propriété intellectuelle provenant d'universités et d'établissements de recherche du monde entier.

## Sources
Cet article intègre du contenu sous licence libre.  Licence sous CC-BY-4.0. Texte tiré de WIPO.  

## Voir également
- Organisation mondiale de la propriété intellectuelle
- Brevet
- Droit d'auteur
- Aspects des droits de propriété intellectuelle qui touchent au commerce
- Évaluation de technologie
- Intelligence économique
- Capital immatériel